# Euplexia denigrata
Euplexia denigrata är en fjärilsart som beskrevs av W. Warren 1913. Euplexia denigrata ingår i släktet Euplexia och familjen nattflyn. Inga underarter finns listade i Catalogue of Life.